# MBC 1
MBC 1 (em árabe: إم بي سي 1) é um canal aberto de televisão pan-árabe. A transmissão via satélite começou em Londres em setembro de 1991, fazendo da MBC (Middle East Broadcasting Center) a primeira estação de TV por satélite árabe independente, com uma audiência estimada de mais de 130 milhões de árabes ao redor do mundo. A MBC mudou recentemente sua sede para a Dubai Media City, aproximando o processo de produção de seus espectadores árabes. A MBC1 anteriormente usada para transmitir desenhos animados, filmes e programas ocidentais antes de lançar o MBC 2, MBC 3 e o MBC 4.
Um de seus programas mais populares, amplamente conhecidos e controversos, e o que gera as maiores taxas de publicidade, é Kalam Nawaem, um talk show apresentando por várias mulheres que abordam muitos tipos de problemas e tabus, incluindo terrorismo, violência doméstica, poligamia. , divórcio e sufrágio feminino. Sua transmissão em alta definição (HD) foi lançada em 1 de julho de 2011.